# Paratus kentingensis
Espèce
Paratus kentingensis est une espèce d'araignées aranéomorphes de la famille des Liocranidae.

## Distribution
Cette espèce est endémique de Taïwan. Elle se rencontre vers Hengchun.

## Description
Le mâle holotype mesure 2,64 mm et la femelle paratype 3,10 mm.

## Étymologie
Son nom d'espèce, composé de kenting et du suffixe latin -ensis, « qui vit dans, qui habite », lui a été donné en référence au lieu de sa découverte, le parc national de Kenting.

## Publication originale
- Mu & Zhang, 2018 : Description of two new species of Paratus Simon, 1898 from southern China (Araneae: Liocranidae). Zootaxa, no 4508(1), p. 141-150.